# Ивуар (Франция)
Ивуа́р (фр. Yvoire) — коммуна в департаменте Верхняя Савойя в регионе Рона — Альпы на юго-востоке Франции. Ивуар хорошо известен благодаря сохранившейся средневековой архитектуре и цветочному оформлению в летний сезон и включен в список самых красивых деревень Франции.

## География
Ивуар находится на севере департамента Верхняя Савойя и расположен на краю полуострова Леман (фр. presqu'île de Léman, который условно разделяет Женевское озеро на две части — Большое (фр. Grand lac) и Малое (фр. Petit Lac).

## История
Самые древние постройки на месте, где расположен Ивуар, датируются XII веком. Полуостров, разделяющий Женевское озеро, привлек внимание Амадея V Савойского, который с 1306 года начал работы по созданию укреплений. В течение полувека деревня имеет важную военную роль, что позволило получить права и привилегии в 1324 году. В XVI веке город подвергается серьезным атакам, самым жестоким за его историю: городские стены были разрушены, замок сожжен. Грандиозные планы, чтобы восстановить город и повысить его значимость в XVII веке проваливаются, Ивуар остается безвестной деревней рыбаков и фермеров на долгое время.
Сохранились многие древние строения: стены, ворота, ров, дома. С конца Второй мировой войны сельское хозяйство и рыболовство постепенно сходит на нет, основную нишу занимает туризм. Люди постепенно украшают свои дома цветами. В 1959 году Ивуар впервые побеждает в конкурсе цветочных городов и деревень (фр.) . На протяжении многих лет он является одним из победителей в национальных конкурсах флористики (1992, 1995, 1998, 2001, 2007). Летом Ивуар наполнен огромным количеством цветов, но как правило, цветение продолжается во все сезоны. Более 20 лет город входит в престижную ассоциацию самых красивых деревень Франции. В 2006 году Ивуар отметил своё 700-летие.

## Экономика
Основная хозяйственная деятельность города связана с туризмом и местными ремеслами.

## Транспорт
Ивуар расположен на дороге D25, соединяющей швейцарский Эрманс и французский Сье.
Порт Ивуара обеспечивает связь с портом Ньона и другими основными портами Женевского озера на судах пароходства CGN (Compagnie générale de navigation sur le lac Léman).